# Rich Girl (Gwen Stefani)
Rich Girl is een single van Gwen Stefani en Eve, afkomstig van Stefani's eerste solo-album Love. Angel. Music. Baby.. Het nummer werd geschreven door Stefani, Eve en Dr. Dre en is geïnspireerd op de gelijknamige song van het Britse rapduo Louchie Lou & Michie One. De single werd in de Verenigde Staten uitgebracht op 14 december 2004 en in Europa op 14 maart 2005. Stefani en Eve werden voor deze song genomineerd voor Best Rap/Sung Collaboration op de Grammy Awards uit 2006.

## Kritieken
Rich Girl werd gevarieerd onthaald door de muziekpers. OMH Media schreef dat het een leuke song is. De BBC had het over disco goud en dansbaar. Anderen zoals Pitchfork hadden dan weer minder goede commentaren op de song.

## Videoclip
De videoclip werd geregisseerd door David LaChapelle. De video heeft piraterij als thema. Hij debuteerde op 13 december 2004 in MTV's Total Request Live en haalde als topnotering een vierde plaats.

## Hitnotering
Rich Girl kwam op 19 maart 2005 binnen in de Vlaamse Ultratop 50. De single stond vijftien weken in de hitparade en bereikte met een vierde plaats zijn hoogste positie. In de Nederlandse Top 40 bereikte de song een derde plaats en bleef in totaal elf weken in de hitparade staan.

## Inhoud cd-single
1. "Rich Girl" featuring Eve (Album Version) -3:56
2. "What You Waiting For?" (Live) -3:52
3. "Harajuku Girls" (Live) -4:36
4. "Rich Girl" Video -4:03